# Compiz Fusion
Compiz Fusion — коллекция дополнений (плагинов) и настроек композитного оконного менеджера compiz для X Window System.
Compiz Fusion является результатом объединения проектов от команд Compiz и Beryl. В данный момент проект Beryl разрабатывается как самостоятельный, однако большинство дополнений, а также оконный декоратор emerald, перенесены в Compiz Fusion. Создана группа людей для проверки кода, состоящая из лучших разработчиков каждого из сообществ, которые решают, соответствует тот или иной код стандартам и подходит ли для включения в официально поддерживаемый пакет.
Дополнения разделены на три пакета:
- main — самые популярные и полезные.
- extra — менее важные, но также интересные.
- unsupported — на данный момент не поддерживаются.

Есть дополнения, не входящие ни в один из пакетов и поддерживаемые самими пользователями.
Также были созданы ccsm (центр настройки ядра compiz и плагинов) и несколько библиотек для настройки и интеграции с GConf и Kconfig.